# Entre les vagues
Pour plus de détails, voir Fiche technique et Distribution.
Entre les vagues est un film dramatique français réalisé par Anaïs Volpé et sorti en 2021.

## Synopsis
Alma et Margot, deux amies que rien ne peut séparer, ne sont même pas rivales dans leur désir brûlant d'être comédiennes toutes les deux. Même pas lorsque Alma est prise pour interpréter le rôle principal d'une pièce, et Margot pour faire sa doublure. C'est autre chose qui va décider de leur destin.

## Fiche technique
- Titre original : Entre les vagues
- Réalisation : Anaïs Volpé
- Scénario : Anaïs Volpé
- Musique : David Gubitsch et Elie Mittelmann
- Décors :
- Costumes : Alexia Crisp-Jones
- Photographie : Sean Price Williams
- Montage : Zoé Sassier
- Producteur : Caroline Nataf, Bruno Nahon et Thomas Morvan
- Sociétés de production : UNITÉ
- Société de distribution : KMBO et MK2 International
- Pays :  France
- Langue originale : français
- Format : couleur — 2,35:1
- Genre : Drame
- Durée : 100 minutes
- Dates de sortie :
  - France : 
    - 14 juillet 2021 (Cannes)
    - 16 mars 2022 (en salles)[1]

  - Belgique : 2 octobre 2021 (Namur)

## Acteurs principaux
- Souheila Yacoub : Margot
- Déborah Lukumuena : Alma
- Matthieu Longatte : Niko
- Sveva Alviti : Kristin
- Angélique Kidjo : Amina
- Sara Verhagen : Sarah
- Alexandre Desane : un membre de la troupe de théâtre
- Julia Mugnier
- Juliette Dol : la candidate à l’audition
- Adeline Moreau : la mère de Naya

## Accueil

### Critique
La critique presse est globalement enthousiaste pour la sortie du film dramatique. Culturebox résume sa pensée ainsi : "maîtrisé et enlevé", "film électrique, envolé et frais" pour Ecran Large, "cette ode à la sororité séduit par son énergie folle et brouillonne au service de ses héroïnes décomplexées" pour le JDD. Pour Le Monde, le manque de nuance dans la relation des deux héroïnes nuit "à la crédibilité du récit".
Le site Allociné recense une moyenne de 3,7/5 pour un consortium de 17 titres de presse.

### Box-office
Le film se place en 7e position du classement du box-office français des nouveautés le jour de leur sortie. Le drame engrange 2 702 entrées, dont 1 871 en avant-première, pour 69 copies, faisant plus que Money Boys (1 484) mais moins que L'histoire de ma femme (2 996).